# Plagiohammus
Plagiohammus is een kevergeslacht uit de familie van de boktorren (Cerambycidae). De wetenschappelijke naam van het geslacht werd voor het eerst geldig gepubliceerd in 1941 door Dillon & Dillon.

## Soorten
Plagiohammus omvat de volgende soorten:
- Plagiohammus albatus (Bates, 1880)
- Plagiohammus blairi (Breuning, 1936)
- Plagiohammus brasiliensis (Breuning, 1943)
- Plagiohammus brunneus Dillon & Dillon, 1941
- Plagiohammus camillus Dillon & Dillon, 1949
- Plagiohammus confusor Dillon & Dillon, 1941
- Plagiohammus decorus Chemsak & Linsley, 1986
- Plagiohammus elatus (Bates, 1872)
- Plagiohammus emanon Dillon & Dillon, 1941
- Plagiohammus granulosus (Bates, 1885)
- Plagiohammus imperator (Thomson, 1868)
- Plagiohammus inermis (Thomson, 1857)
- Plagiohammus laceratus (Bates, 1885)
- Plagiohammus lacordairei (Thomson, 1860)
- Plagiohammus lunaris (Bates, 1880)
- Plagiohammus maculosus (Bates, 1880)
- Plagiohammus mexicanus Breuning, 1950
- Plagiohammus nitidus (Bates, 1874)
- Plagiohammus niveus (Breuning, 1943)
- Plagiohammus olivescens Dillon & Dillon, 1941
- Plagiohammus ornator (Bates, 1885)
- Plagiohammus pollinosus (Bates, 1880)
- Plagiohammus quadriplagiatus (Breuning, 1943)
- Plagiohammus rotundipennis Breuning, 1950
- Plagiohammus rubefactus (Bates, 1870)
- Plagiohammus sallei (Thomson, 1860)
- Plagiohammus sargi (Bates, 1885)
- Plagiohammus spinipennis (Thomson, 1860)
- Plagiohammus sticticus (Bates, 1874)
- Plagiohammus thiodes (Bates, 1880)
- Plagiohammus thoracicus (White, 1858)